# Trichopeltella montana
Trichopeltella montana — вид грибів, що належить до монотипового роду Trichopeltella.